# Artemijus Tutyškinas
Artemijus Tutyškinas (sinh ngày 8 tháng 8 năm 2003) là một cầu thủ bóng đá chuyên nghiệp người Litva hiện tại đang thi đấu ở vị trí hậu vệ cho câu lạc bộ NK Celje ở giải 1. SLN, và Đội tuyển bóng đá quốc gia Litva.

## Sự nghiệp thi đấu

### Quốc tế
Tutyškinas ra mắt quốc tế cho Litva vào ngày 8 tháng 9 năm 2021, khi vào sân thay cho Linas Klimavičius trong trận thua 5–0 trước Ý, nhà vô địch Giải vô địch bóng đá châu Âu 2020 tại Vòng loại giải vô địch bóng đá thế giới 2022. Ở 18 tuổi và 1 tháng, anh trở thành cầu thủ trẻ nhất từng ra sân tại một trận đấu chính thức cho Litva.